# اگدر
اگدر (به لاتین: Agder) یک منطقهٔ مسکونی در نروژ است که در نروژ واقع شده‌است. اگدر ۱۶٬۴۳۴٫۱۲ کیلومتر مربع مساحت و ۳۰۷٬۲۳۳ نفر جمعیت دارد.